# خطوط طیفی هیدروژن

خطوط طیفی هیدروژن در مقیاس لگارتیمی.

در طیف تابشی اتم هیدروژن چند سری وجود دارد که بر اساس فرمول ریدبرگ بدست می‌آید. سری‌های طیفی در اخترشناسی برای بررسی حضور هیدروژن و محاسبه انتقال قرمز کاربرد دارند.

## فیزیک
در فیزیک انتشار این امواج به این دلیل است که الکترون‌ها در مدارهای مانا (با فاصله بیشتر از هسته) در اطراف هسته هیدروژن می‌گردند و هنگامی که از مدار مانا با انرژی بیشتر به مدار با انرژی کمتر(مدار های پائین تر) بروند. انرژی مازاد را که فاصله بین این دو مدار است به صورت نوری ، تابش می‌کنند.

انتقال الکترون. انرژی‌های در مقیاس درست قرار ندارند

نام‌گذاری هر انتقال به صورت بیان نام سری و سپس حروف الفبای یونانی است به این ترتیب که از نزدیک‌ترین مدار اگر به مدار موردنظر رفت آلفا سپس بتا و دیگر حروف یونانی. مثلاً انتقال از ۲ → ۱ «لیمان-آلفا» (Ly-α) نامیده می‌شود و ۷ → ۳ «پاشن-دلتا» (Pa-δ).

## فرمول ریدبرگ
میزان انرژی جذب‌شده یا تابش‌شده میان الکترونی که در مدار مانا جابجا شود از فرمول ریدبرگ بدست می‌آید:
{\displaystyle {1 \over \lambda }=R\left({1 \over (n^{\prime })^{2}}-{1 \over n^{2}}\right)\qquad \left(R=1.097373\times 10^{7}\ \mathrm {m} ^{-1}\right)}
که n مدار اولیه است، n′ مدار نهایی است، و R ثابت ریدبرگ.

## سری‌ها

سری لیمان اتم هیدروژن در محدوده فرابنفش قرار دارد.

### لیمان (n′ = ۱)
| {\displaystyle n}       | λ (nm) |
| ----------------------- | ------ |
| ۲                       | ۱۲۲    |
| ۳                       | ۱۰۳    |
| ۴                       | ۹۷٫۲   |
| ۵                       | ۹۴٫۹   |
| ۶                       | ۹۳٫۷   |
| {\displaystyle \infty } | ۹۱٫۱   |

به نام کاشف آن تئودور لیمان نامگذاری شده‌است و در محدوده فرابنفش قرار دارد.

### سری بالمر (n'= ۲)
| {\displaystyle n}       | λ (nm) |
| ----------------------- | ------ |
| ۳                       | ۶۵۶    |
| ۴                       | ۴۸۶    |
| ۵                       | ۴۳۴    |
| ۶                       | ۴۱۰    |
| ۷                       | ۳۹۷    |
| {\displaystyle \infty } | ۳۶۵    |

به افتخار یوهان بالمر نام‌گذاری شده و دوتای این خطوط در محدوده فرابنفش و بقیه آن در محدوده نور مرئی قرار می‌گیرد. خطوط مرئی آن در خطوط فرانهوفر نیز وجود دارند

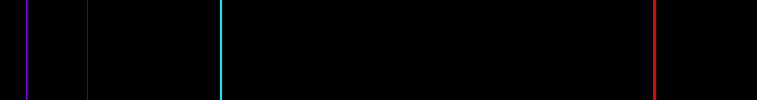
چهار خط قابل مشاهده از سری بالمر بالمر-آلفا خط قرمز است.

### سری پاشن (n′ = ۳)
| {\displaystyle n}       | λ (nm) |
| ----------------------- | ------ |
| ۴                       | ۱۸۷۰   |
| ۵                       | ۱۲۸۰   |
| ۶                       | ۱۰۹۰   |
| ۷                       | ۱۰۰۰   |
| ۸                       | ۹۵۴    |
| {\displaystyle \infty } | ۸۲۰    |

به نام فردریش پاشن هستند و در محدوده فروسرخ قرار می‌گیرند.

### براکت (n′ = ۴)
math>\infty</math> || ۱۶۰۰

| {\displaystyle n} | λ (nm) |
| ----------------- | ------ |
| ۵                 | ۴۰۵۰   |
| ۶                 | ۲۶۳۰   |
| ۷                 | ۲۱۷۰   |
| ۸                 | ۱۹۴۰   |
| ۹                 | ۱۸۲۰   |

به نام فردریک براکت دانشمند آمریکایی که در سال ۱۹۲۲ این خطوط را مشاهده کرد و در محدوده فروسرخ قرار میگیرند.

### سری پفوند (n′ = ۵)
| {\displaystyle n}       | λ (nm) |
| ----------------------- | ------ |
| ۶                       | ۷۴۶۰   |
| ۷                       | ۴۶۵۰   |
| ۸                       | ۳۷۴۰   |
| ۹                       | ۳۳۰۰   |
| ۱۰                      | ۳۰۴۰   |
| {\displaystyle \infty } | ۲۲۸۰   |

در سال ۱۹۲۴ توسط آگست هرمان فوند برای نخستین بار مشاهده شد در محدوده فروسرخ قرار میگیرند.

### سری همفریس (n′ = ۶)
| {\displaystyle n}       | λ (nm) |
| ----------------------- | ------ |
| ۷                       | ۱۲۴۰۰  |
| ۸                       | ۷۵۰۰   |
| ۹                       | ۵۹۱۰   |
| ۱۰                      | ۵۱۳۰   |
| ۱۱                      | ۴۶۷۰   |
| {\displaystyle \infty } | ۳۲۸۰   |

توسط فیزیک‌دانان آمریکایی کورتیس همفریس کشف شد در محدوده فروسرخ قرار میگیرند.

## گسترۀ طول موج های هر رشته به صورت شماتیک

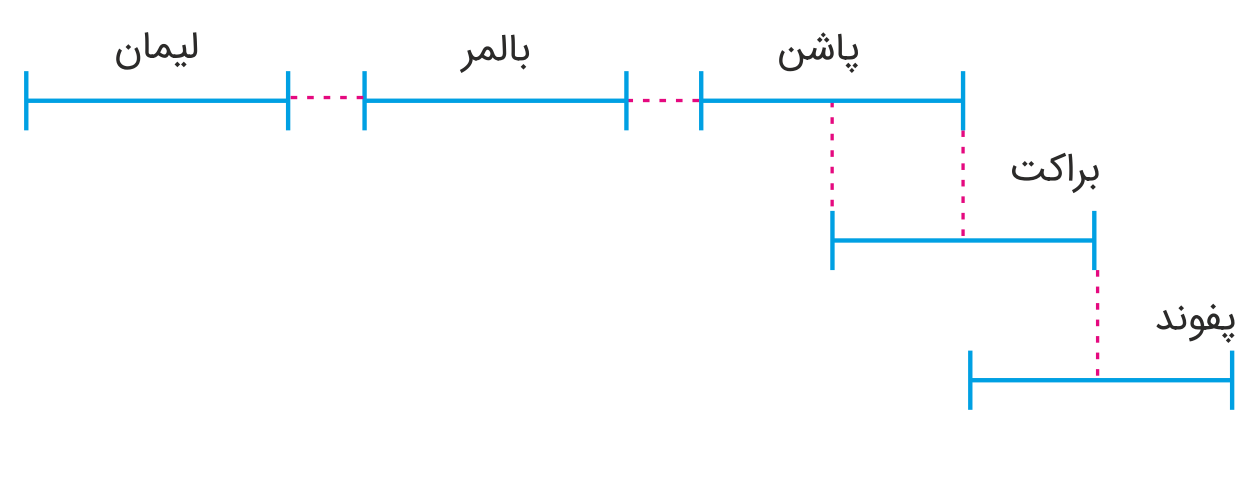